# 리소자임

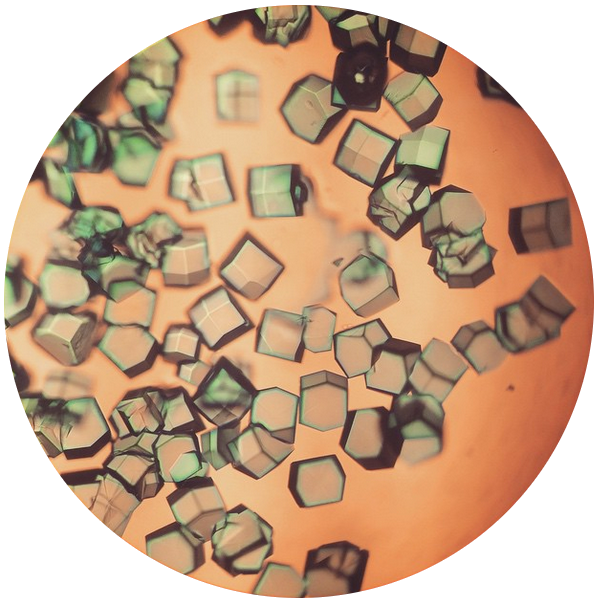
메틸렌 블루로 염색된 리소자임 결정.

리소자임(리소짐, 라이소자임), 뮤라미데이스(영어: Lysozyme 또는 muramidase), N-acetylmuramide glycanhydrolase는 선천 면역의 일부를 형성하는, 동물에 의해 생성되는 항균성 효소이다. 리소자임은 그람 양성균 세포벽의 주성분인 펩티도글리칸의 N-아세틸무람산(N-acetylmuramic acid)과 N-아세틸-D-글루코사민(N-acetyl-D-glucosamine) 잔여물 사이의 1,4-베타 결합을 가수분해를 촉진시키는 글리코사이드 하이드로레이즈이다. 즉, 이러한 가수분해는 세균의 용해를 일으켜서 세균세포벽의 온전성을 위태롭게 만든다.
리소자임은 눈물, 침, 모유, 점액을 포함한 분비물에 풍부하다. 또, 대식세포와 호중성 과립구(PMN)의 세포질 과립부에도 존재한다. 상당한 양의 리소자임은 달걀의 흰자에서 볼 수 있다. C형 리소자임은 서열과 구조 면에서 알파락토알부민과 밀접한 관계가 있으므로 동일한 계열에 속한다고 볼 수 있다. 인간의 경우 리소자임 효소는 LYZ 유전자에 의해 암호화(encode)된다.
리소자임은 열로부터 안정적인데, 녹는점은 pH 5.0에서 최대 72 °C까지 도달한다. 그러나 모유의 경우 해당 온도에서 매우 빠르게 활동성을 잃는다. 등전점은 11.35이다. 넓은 범위의 pH(6-9) 리소자임은 생존이 가능하다.

## 역사
리소자임이 내포된 까닭에서 비롯되는 암탉의 달걀 흰자의 향균적 속성은 1909년 Laschtschenko에 의해 처음 발견되었으나,
"리소자임"이라는 이름은 1922년 페니실린을 두 번째로 발견한 과학자 알렉산더 플레밍에 의해 만들어졌다.
리소자임은 1937년 에드워드 에이브러햄에 의해 처음 결정되었으며, 이를 통해 David Chilton Phillips가 1965년 암탉의 달걀 흰자의 리소자임의 3차원 구조를 기술할 수 있게 되었고 당시 David는 엑스선결정을 통해 처음 2-옹스트롬(200 pm) 해상 모델(resolution model)을 취득하였다. 이 구조는 1965년 로열 인스티튜션의 강의에서 공개 발표되었다.
리소자임은 X선 회절법을 통해 해결된 두 번째 단백질 구조이자 첫 번째 효소 구조였으며 20개의 모든 일반 아미노산을 포함하는 완전히 서열화된 최초의 효소였다.

## 같이 보기
- 달걀 알레르기